# Chelle-Spou
Chelle-Spou är en kommun i departementet Hautes-Pyrénées i regionen Occitanien i sydvästra Frankrike. Kommunen ligger i kantonen Lannemezan som tillhör arrondissementet Bagnères-de-Bigorre. År 2022 hade Chelle-Spou 107 invånare.

## Befolkningsutveckling
Antalet invånare i kommunen Chelle-Spou
| Referens: INSEE |